# Каплета Юрій Андрійович
Юрій Андрійович Каплета — старший солдат Збройних сил України, учасник російсько-української війни, Учасник революції гідності, російського вторгнення в Україну.

## Життєпис
Юрій Каплета народився 3 грудня 1986 року в місті Сокаль. Навчався в Сокальській загальноосвітній школі № 5. Був учасником Революції гідності, з грудня 2013 року перебував на Майдані в Києві. Брав участь у створенні 10-ї сотні Самооборони Майдану. Обіймав посаду десятника, відповідав за охорону 1-го та 2-го поверхів Будинку профспілок. Брав активну участь у подіях, які відбувались на Майдані. 18 лютого 2014 року був важко побитий беркутівцями на вулиці Інститутській. Вони наздогнали активіста, що хотів допомогти своєму товаришеві Роману Лагно(загинув  у бою у Станиці Луганській у 2015) пораненому осколком в око. Юрій почав кидати на беркутівців каміння, ті побігли за ним. Втікаючи, хлопець зачепився і впав. Уже на лежачого накинулися беркутівці й били його до нестями, аж поки він знепритомнів. Врятував його військовий фельдшер Леонід Пащук, що показав посвідчення ветерана СБУ та своїм тілом накрив побитого. Потім Юрій Каплета лікувався в Сокальській ЦРЛ та в місті Жешув у Польщі. По закінченні лікування повернувся в Сокаль. З початком АТО на сході України був активним волонтером, збирав харчі, одяг для воїнів та возив разом зі своїми товаришами в зону бойових дій. Згодом розпочав військову службу в складі 24-ї окремої механізованої бригади.Загинув поблизу м. Рубіжне 8 березня 2022 року. Похований у рідному місті Сокалі 25.02.2024.

## Нагороди і вшанування
- орден «За мужність» III ступеня (2022, посмертно) — за особисту мужність і самовіддані дії, виявлені у захисті державного суверенітету та територіальної цілісності України, вірність військовій присязі.
- Почесний громадянин Сокальської міської територіальної громади (2024; посмертно)[3]